# 福本伸行
福本 伸行（ふくもと のぶゆき、1958年12月10日 - ）は、日本の漫画家・漫画原作者。既婚。
神奈川県横須賀市出身。かざま鋭二のアシスタントを経て、1980年『月刊少年チャンピオン』（秋田書店）連載の『よろしく純情大将』でデビュー。主な作品に『賭博黙示録カイジ』、『アカギ 〜闇に降り立った天才〜』、『銀と金』、『天 天和通りの快男児』などがある。1998年に『賭博黙示録カイジ』で第22回講談社漫画賞受賞。

## 来歴
幼少時は『パーマン』などの少年漫画を読んで育つ。高校では建築科に進み、本人曰く「勉強は出来ないが不良でもないボーッとした学生だった」という。また、強さに憧れ空手やキックボクシングを経験した。高校卒業後、建設会社に就職して現場監督の仕事に就くも、仕事がつまらないと感じ、何か一発当てようと漫画家を志す。
会社勤めに並行して描いた剣道漫画を講談社に持ち込んだところ、「まずアシスタントをして経験を積んではどうか」と勧められる。そこでアシスタントを募集していたかざま鋭二に頼み込んでアシスタントの内定を取り付け、「長く勤めて資格などを取ると辞められなくなる」と考えて入社後、わずか３ヶ月で会社を辞める。アシスタント入りしたものの、器用な絵が描けなかった福本はもっぱら炊事などの雑用を任される。1年半ほどした後に、福本を案じたかざまから「福ちゃんは性格がガサツだから、トラック運転手なんかが向いてるんじゃないかなあ」と諭され、アシスタントを辞めることになる。これらの経緯について、かざまは（自ら認めるほど絵に誉めるところはなかったが）「18歳と若いので可能性に賭けた」「福本はあまりにも使えないからクビにしたけど、俺よりあいつの方が売れちゃった」と語っている。その一方で、福本は退職時に至るまで手厚く世話をしてくれたかざまに対して、感謝の念を語っている。
1980年『月刊少年チャンピオン』掲載の『よろしく純情大将』でデビュー。その後、なかなかヒットが出ず、ちゃんぽん店などでアルバイトをし生計を立てつつ、ちばてつや賞などへの応募を続けながら、長く下積みの生活を送る。1983年、『ワニの初恋』で、ちばてつや賞優秀新人賞を受賞。また、バイトも順調でそれなりに稼げていたが、「漫画一本で行くべき」と24歳の時に辞め、退路を断った。この頃、使用していたペンネームには、「ふくもと飛火」（とび）というものもある。
投稿時代からデビュー当初は主に人情ものを描いていたが、1980年代は日本経済の景気も良く、ギャンブルをテーマにした漫画が隆盛を極めていたため、仕事が取りやすいという理由でギャンブル漫画を描き始める。1980年代末より『近代麻雀ゴールド』に『天 天和通りの快男児』を連載。この作品は増刷されて福本の初めての人気作品となり、漫画家として名が知られるようになる。
この頃から作品に「ギャンブルもの」が多くなり、『近代麻雀』連載の『アカギ 〜闇に降り立った天才〜』や、更にアウトローの世界の駆け引きを描いた『アクションピザッツ』連載の『銀と金』で、一躍、人気作家となる。
1996年から『週刊ヤングマガジン』に『賭博黙示録カイジ』の連載を開始する。『カイジ』シリーズは2023年現在で通算91巻、2000万部以上を売るヒット作となり、福本の人気を不動のものとした。2005年には『アカギ』が、2007年・2011年には『カイジ』がそれぞれTVアニメ化されている。2007年10月からは『週刊少年マガジン』に『賭博覇王伝 零』を連載開始。2019年5月からは『近代麻雀』に『闇麻のマミヤ』を連載開始。
2011年3月11日に発生した東日本大震災の被災地への義援金として現金３千万円を寄付し、応援イラストを寄せた。被災地にも自ら訪れ、被災者にサインやイラストを描いている。
2023年6月から『週刊ヤングマガジン』誌上にて連載中だった『賭博堕天録カイジ 24億脱出編』を休載し、同年8月より『モーニング』誌上で『二階堂地獄ゴルフ』を連載中。

## 作風
ギャンブル漫画の第一人者として知られている。作品の多くは、極限勝負に身を置く男達の姿が描かれており、強烈な人物描写と、緻密な心理描写が特徴である。また数多くのオリジナルのギャンブルを生み出している。圧倒的なストーリーの面白さが評価される一方で、キャラクターの作画力は漫画家として非常に低く、特に平面的過ぎる作画は他の作家が真似しようにもどうしても立体的になってしまうため、逆にそれが独特の魅力となり持ち味となっている。青年誌においては心理描写をじっくり描くことを徹底し、結果的に展開がスローになることが多い。しかしながら「無頼伝 涯」においても同様の手法を取ったところ、読者層である少年たちからは展開が遅いと批判されたと語っている。そのため、その後、少年誌で連載した「賭博覇王伝 零」では展開をスピーディーに描くようにしている。
また女性キャラクターの登場が極端に少ない。その理由は「描いていなかったら描けなくなってしまった」とのこと で、「「」(かぎかっこ)」のインタビューでは「ギャンブルの世界に女性はいらない」とも語っている。ただし人情を主に取り扱った作品には、ごく普通に登場している。「オトナファミ」2009年10月号では、「タカピーな女の娘が体を賭けてギャンブルをして、悪いオヤジから金を搾り取ってやっつけるような漫画を描いてみたい」とも言及しており、その後、「闇麻のマミヤ」において、女性主人公による自分の身体を賭けたギャンブル漫画を描き始めた。
作画の際には「原稿用紙を回しながら執筆する」という特徴的な執筆方法を取る。2009年7月に東京・新宿のロフトプラスワンで開かれた「ビッグコミックスペリオールPresents 第6回『西原理恵子の人生画力対決』」に出演した際には、多数の観客が見守る中で、その独特の方法でカイジのイラストを描き、西原や江口寿史など他の出演者を仰天させた。

## 人物
好きなギャンブルは麻雀、大小など。競馬は嫌い。麻雀は中学時代から続けており、本人によれば、学生時代はほとんど負けたことがないが、現在の実力は並だという。プロの麻雀対局に出場したこともある。本人曰く「大会運がある」らしく、麻雀漫画家の麻雀大会で優勝したこともある。芸能界屈指の雀士と知られ、アカギ、カイジの声優を務める萩原聖人と二度ほど対局して、萩原に「この人に勝てる気がしない」と言わしめた。
麻雀漫画誌で知己のあった西原理恵子によると、「当時（昭和末期）から福本さんは男前で真面目。物腰の柔らかいステキな人。でも絶対に売れそうにないので、女性マンガ家たちからは無視されていた」という。「西原理恵子の人生画力対決」では、「まさか後から売れるとは、いいえ、今でもどうして売れているのかさっぱり分からない」「次々と出てくる、数式的に間違った頭脳戦(バツで消してある)」とも記している。

## 作品リスト
- 男の風（1977年）※処女作
- よろしく純情大将（1980年、『月刊少年チャンピオン』）※デビュー作
- 当たってくだけろ!（1980年、『月刊少年チャンピオン』）
- あまりちゃん（1980年、『週刊少年チャンピオン』）※初連載
- ワニの初恋（1983年、『モーニング』）
  - 単行本は1987年に講談社（ISBN 978-4-06-102611-7）、のちに竹書房から再刊（ISBN 4-8124-5223-6）
- 麻雀グラフィティ（1983年、『劇画オール麻雀』）原作は剣名舞。[8]
- 見上げれば通天閣（1986年、『別冊アクション』）
  - 単行本は1988年にぶんか社（ISBN 4-8211-9240-3）、1998年に竹書房（ISBN 4-8124-5240-6）、2008年に双葉社から出版（ISBN 978-4-575-99431-5）
- 熱いぜ辺ちゃん（1986年 - 1987年・1994年 - 1995年、『近代麻雀オリジナル』）
  - 単行本・全2巻。
- 打ってよチュウちゃん（1988年、『週刊少年サンデー』）
- 春風にようこそ（1988年 - 1989年、特選麻雀）
  - 単行本は1996年に竹書房から出版。
- 天 天和通りの快男児（1989年 - 2002年、『近代麻雀ゴールド』）
  - 単行本・全18巻。
- 銀ヤンマ（1990年、『劇画麻雀時代』）ISBN 4-88475-558-8
  - 単行本は1991年に竹書房から出版、「銀ヤンマ」「ガン辰」「遠藤」の3作収録。
- 熱いぜ天馬（1990年、『週刊少年マガジン』）ISBN 4-06-311568-2
  - のちに竹書房から再刊（ISBN 4-8124-5211-2）
- 無頼な風 鉄（1990年 - 1991年、『競馬ゴールド』）
  - 単行本化されていなかったが、後に竹書房から出版（ISBN 4-8124-5241-4）
- アカギ 〜闇に降り立った天才〜（1992年 - 2018年、『近代麻雀』）
  - 単行本・全36巻、月一ペースで連載[注釈 1]。
- 銀と金（1992年 - 1996年、『アクションピザッツ』）
  - 単行本・全11巻。
- 真実の男 大安吉日真太郎（1996年、『漫画サンデー』）
  - 単行本は竹書房から（ISBN 4-8124-5077-2）
- 賭博黙示録カイジ（1996年 - 1999年、『週刊ヤングマガジン』）
  - 単行本・全13巻。
- RUDE（あくたれ）39（1999年、『パチンコ時代』）
  - 単行本は竹書房から（ISBN 4-8124-5321-6）
- 無頼伝 涯（2000年 - 2001年、『週刊少年マガジン』）
  - 単行本・全5巻。
- 賭博破戒録カイジ（2000年 - 2004年、『週刊ヤングマガジン』）
  - 単行本・全13巻。
- 最強伝説 黒沢（2003年 - 2006年、『ビッグコミックオリジナル』）
  - 単行本・全11巻。
- 賭博堕天録カイジ（2004年 - 2008年、『週刊ヤングマガジン』）
  - 単行本・全13巻。
- 賭博覇王伝 零（2007年 - 2009年、『週刊少年マガジン』）
  - 単行本・全8巻。
- 賭博堕天録カイジ 和也編（2009年 - 2012年、『週刊ヤングマガジン』）
  - 単行本・全10巻。
- 賭博覇王伝 零 ギャン鬼編（2011年 - 2013年、『週刊少年マガジン』）
  - 単行本・全10巻。
- 賭博堕天録カイジ ワン・ポーカー編（2013年 - 2017年、『週刊ヤングマガジン』）
  - 単行本・全16巻。
- 新黒沢 最強伝説（2013年 - 2020年、『ビッグコミックオリジナル』）
  - 単行本・全21巻。
- 賭博堕天録カイジ 24億脱出編（2017年 - 、『週刊ヤングマガジン』）
  - 単行本・既刊26巻。
- 闇麻のマミヤ（2019年 - 2023年[9]、『近代麻雀』）※第一部完[9]
  - 単行本・既刊6巻。
- 二階堂地獄ゴルフ（2023年 - 、『モーニング』）
  - 単行本・既刊8巻。
- エスポワール前 カイジ（2024年[10]、『ヤングマガジン増刊 カケヒキ』）

### 作品集
- あの人のトランペット 福本伸行自撰短編集 1（竹書房、1998年11月）ISBN 4-8124-5262-7
- 星降る夜に 福本伸行自撰短編集 2（竹書房、1999年1月）ISBN 4-8124-5271-6
- 前へ…!! 福本伸行自撰短編集 3（竹書房、1999年1月）ISBN 4-8124-5272-4
- 福本伸行作品集（竹書房、2008年）
  - コンビニ版とも言われる。同じような内容で2004年にも出版しているが、2008年版の方が作品を多く収録している。
  - 鉄と天馬（2008年6月 ISBN 978-4-8124-6679-7）
    - 「無頼な風 鉄」「熱いぜ天馬」収録。

  - 熱いぜ辺ちゃん（2008年7月 ISBN 978-4-8124-6684-1）
    - 単行本2巻まとめて収録。

  - 最強伝説 真実の男（2008年9月 ISBN 978-4-8124-6904-0）
    - 「ワニの初恋」も併録。

  - 銀ヤンマ（2008年10月 ISBN 978-4-8124-6910-1）
    - 「銀ヤンマ」「ガン辰」「遠藤」「赤鼻」「オヤジのオヤジ」「かすみとゲンコツ」「まさみ」「先生お元気ですか?」「千葉ケンの空」「エンマ先生」「あの人のトランペット」「ガメラ」収録。

### 漫画原作
- 生存 LifE （1999年、『ヤングマガジンアッパーズ』）作画はかわぐちかいじ。2002年にテレビドラマ化。単行本は全3巻。
- 告白 CONFESSION（2001年、『ヤングマガジンアッパーズ』）作画はかわぐちかいじ。

### 漫画監修
- ワシズ -閻魔の闘牌-（2008年 - 2012年、『近代麻雀オリジナル』[注釈 2]）
- ワシズ 天下創世闘牌録 （2012年 - 2014年、『近代麻雀オリジナル』→『近代漫画』）
  - 「アカギ 〜闇に降り立った天才〜」のスピンオフ作品。『近代麻雀オリジナル』で移籍。作者は原恵一郎。単行本は「閻魔の闘牌」が全8巻、「天下創世闘牌録」が全4巻。
- HERO -逆境の闘牌-（2009年 - 2021年、『近代麻雀』）
  - 「天 天和通りの快男児」のスピンオフ作品。作者は前田治郎。単行本は全18巻。
- 中間管理録トネガワ（2015年 - 2020年、『月刊ヤングマガジン』→『コミックDAYS』）
  - 「賭博黙示録カイジ」のスピンオフ作品第1弾。原作は萩原天晴、漫画は橋本智広。単行本は全10巻。
- 1日外出録ハンチョウ（2016年 - 、『週刊ヤングマガジン』）
  - 「賭博黙示録カイジ」のスピンオフ作品第2弾。原作は萩原天晴、漫画は上原求・新井和也。単行本は既刊20巻。
- 最強伝説 仲根（2017年 - 、『やわらかスピリッツ』）
  - 「最強伝説黒沢」のスピンオフ作品。原作は横井憲治、漫画は上原求・新井和也。単行本は既刊2巻。
- 上京生活録イチジョウ（2021年[11] - 2023年[12]、『モーニング』）
  - 「賭博黙示録カイジ」のスピンオフ作品第3弾。原作は萩原天晴、漫画は三好智樹・瀬戸義明。単行本は全6巻。
- 老境博徒伝SOGA[13]（2023年 - 、『近代麻雀』）
  - 「天 天和通りの快男児」のスピンオフ作品。原作は森橋ビンゴ、漫画は三好智樹・瀬戸義明。単行本は既刊2巻。

### その他
- 短編マンガ「合法といって売られている薬物の、本当の怖さを知っていますか？」（2014年、政府広報オンライン）[14]
- 山田くんと7人の魔女 第4話エンドカード
- 大戦乱!!三国志バトル 鐘会カードイラスト [15]
- メイドインアビス  第9話エンドカード

## テレビ出演
- アメトーーク!（テレビ朝日） - 「福本伸行先生にシビれた芸人」でゲストとして出演した。
- 漫道コバヤシ（2013年5月3日、2025年7月28日[16]、フジテレビONE）
- NMB48須藤凜々花の麻雀ガチバトル!（2015年9月5日、2016年3月19日、TBSチャンネル1）
- 銀と金 第9話・第10話（2017年3月4日・11日、テレビ東京）
- アカギ「竜崎・矢木編 ／市川編」 第2話（2017年10月20日、BSスカパー!）
- ゼロ 一獲千金ゲーム 第7話（2018年8月26日、日本テレビ） - 黒服 役[17]
- 天 天和通りの快男児 第5話（2018年11月1日、テレビ東京） - 黒服 役
- 踊る!さんま御殿!!（2024年1月23日、日本テレビ系）[18]

## 映画出演
- カイジ 人生逆転ゲーム（2009年） - 黒服 役
- カイジ2 人生奪回ゲーム（2011年）[19]
- カイジ ファイナルゲーム（2020年）

## 特集など
- 『ヤングマガジン増刊 赤BUTA』 1997年6月18日（No.12）講談社（インタビュー）[20]
- 週刊少年「」 2003年5月6日放送 フジテレビCS放送・フジテレビ721（インタビュー）[21]
  - のち単行本化（太田出版 2003年12月 ISBN 978-4-87233-819-5）
- ウォーカープラス 2006年6月24日 角川クロスメディア（インタビュー）[22]
- 『オトナファミ』 2008年5月3日 エンターブレイン（インタビュー）[23]
- 『ユリイカ』 2009年10月号
- 福本伸行 人生を逆転する名言集 ISBN 978-4-8124-3991-3
- 福本伸行 人生を逆転する名言集 2 ISBN 978-4-8124-4227-2

## 主な麻雀戦績
- 麻雀最強戦2018著名人代表決定戦 常勝の盾優勝、ファイナル敗退（ベスト16）